# Adonisea carminatra
Adonisea carminatra är en fjärilsart som beskrevs av Smith 1903. Adonisea carminatra ingår i släktet Adonisea och familjen nattflyn. Inga underarter finns listade i Catalogue of Life.